# 249 a.C.
Il 249 a.C. (CCXLIX a.C. in numeri romani) è un anno  del III secolo a.C.

## Eventi
- Cina
  - Zhou Hui Wang, ultimo pretendente al trono della Dinastia Zhou viene ucciso dalle forze della rivale Dinastia Qin.
  - Zhuang Xiang Wang diventa re della Dinastia Qin.
- Alessandro di Corinto si ribella ad Antigono III Dosone di Macedonia.
- Prima Guerra Punica
  - Aulo Atilio Calatino viene nominato dittatore e diventa il primo dittatore a guidare un esercito fuori dalla penisola italiana quando i Romani vanno a combattere in Sicilia.
  - I Romani assediano con successo Lilibeo in Sicilia.
  - Battaglia di Drepano - La flotta di Cartagine al comando di Aderbale sconfigge la flotta romana comandata dall'ammiraglio Publio Claudio Pulcro.
- A Roma vengono istituiti i Ludi Tarentini (giochi).

## Nati
- Lucio Cincio Alimento, storico e politico romano
- Arato di Sicione il Giovane, militare greco antico

## Morti
- Demetrio il Bello, sovrano macedone antico